# Ali Sastroamidjoyo
Raden Ali Sastroamidjoyo (ur. 1903, zm. 1976) – indonezyjski polityk.
Przewodniczył Indonezyjskiej Partii Narodowej. Dwukrotnie stał na czele rządu (od 30 lipca 1953 do 11 sierpnia 1955 oraz od 20 marca 1956 do 9 kwietnia 1957). Wielokrotnie pełnił funkcję ministra, przewodniczył także parlamentowi.